# Cannoli
Cannoli är ett sicilianskt bakverk. Singularformen av cannoli är på italienska cannolo, vilket härstammar från latinets canna ('rör').
Cannoli utgörs av ett rörformat skal av friterad deg som traditionellt fylls med sötad ricotta, eventuellt blandad med vanilj, choklad, pistasch, marsalavin, rosenvatten eller andra smaksättare. Även degen ges ofta smak av till exempel marsalavin. Bakverken finns i en mängd olika storlekar och de allra största återfinns i Piana degli Albanesi söder om Palermo, Sicilien.

## Historia
Det var i området runt Palermo som man först började äta cannoli. Tidigare bakade och åt man sötsakerna bara i samband med den katolska karnevalen innan fastan, möjligen som en fertilitetssymbol; enligt legenden hade cannoli sitt ursprung i haremet i Caltanissetta.
Senare kom de att njutas året runt. Precis som med ett annat känt sicilianskt bakverk, cassata, uppstod antagligen cannoli långt tillbaka i tiden då araberna dominerade ön.

## Populärkulturella referenser
I filmen Gudfadern omnämns cannoli: "Leave the gun. Take the cannoli." ("Lämna vapnet. Ta med cannolin.") I Gudfadern III dödar Connie Corleone  (Talia Shire) Don Altobello (Eli Wallach) med förgiftade cannoli.